# Саид Мансур
Саид Мансур Надери (тадж. Сайид Мансур Нодирй) — афганский полевой командир. Основатель и лидер «Партии национального сплочения Афганистана» (ПНСА).
Сын Сайд Мартеза (псевдоним Сайд Панчо) родился в провинции Парван в 1955 году. По этнической принадлежности таджик. Закончил 12 классов лицея, некоторое время был мелким торговцем, затем поступил в Кабульский университет, но окончил только два курса. В Исламскую партию Афганистана вступил на первом курсе университета. В 1978 г. был назначен Г. Хекматияром главарем мятежников ИПА в провинции Баглан. Основной район действий его отрядов прилегает к участку трассы Доши — Саланг. К концу 1980-х Надери имел собственную армию, насчитывавшую до 12 000 человек и контролировал район к северу от туннеля Саланг.
Проявлял исключительную жестокость к людям, заподозренным им в лояльности к руководству ДРА. Умен, хитер и изворотлив. Неоднократно заигрывал с партийно-государственными органами, делая вид, что хочет начать переговоры о сотрудничестве. Однако выигранное время использовал для укрепления своих вооруженных формирований и усиления своего авторитета среди глав отрядов и групп.
Осторожен, постоянно меняет места своего пребывания, опасаясь нападения противников. Практикует распространение дезинформации через свою агентуру относительно своего перемещения. Имел личную охрану 20 чел. Основные районы базирования расположены в ущельях Вальян и Баджга (провинция Баглан, волость Хинжан).